# Port lotniczy Lanzhou-Zhongchuan
Port lotniczy Lanzhou-Zhongchuan (IATA: LHW, ICAO: ZLLL) – port lotniczy położony 67 km na północ od Lanzhou, w prowincji Gansu, w Chińskiej Republice Ludowej.

## Linie lotnicze i połączenia
| Linia Lotnicza           | Kierunek |
| ------------------------ | --- |
| 9 Air                    | 1. Changsha 2. Guangzhou 3. Haikou 4. Jinchang |
| Air China                | 1. Aksu 2. Pekin 3. Pekin-Daxing 4. Chengdu-Shuangliu 5. Hangzhou 6. Korla 7. Szanghaj-Pudong 8. Tiencin 9. Wuhan Sezonowe czartery: 1. Dżudda |
| Air Guilin               | 1. Guilin |
| Air Travel               | 1. Kunming 2. Nanchang |
| Beijing Capital Airlines | 1. Haikou 2. Nankin 3. Sanya |
| Chengdu Airlines         | 1. Changsha 2. Chengdu-Tianfu 3. Dunhuang 4. Jiayuguan 5. Jinchang 6. Shache 7. Zhangye |
| China Eastern Airlines   | 1. Bangkok-Suvarnabhumi 2. Pekin-Daxing 3. Changchun 4. Changsha 5. Chengdu-Tianfu 6. Dunhuang 7. Fuzhou 8. Guangzhou 9. Hangzhou 10. Hefei 11. Hohhot 12. Hongkong 13. Jiayuguan 14. Jieyang 15. Jinan 16. Kunming 17. Nanchang 18. Nankin 19. Ningbo 20. Ordos 21. Phuket 22. Qingdao 23. Szanghaj-Hongqiao 24. Szanghaj-Pudong 25. Shenzhen 26. Shijiazhuang 27. Taiyuan 28. Tiencin 29. Tumxuk 30. Wuhan 31. Xiamen 32. Xi’an 33. Yantai 34. Zhengzhou                              |
| China Express Airlines   | 1. Chongqing 2. Hami |
| China Southern Airlines  | 1. Pekin-Daxing 2. Changsha 3. Guangzhou 4. Guiyang 5. Haikou 6. Hangzhou 7. Hohhot 8. Nanning 9. Szanghaj-Pudong 10. Shenyang 11. Shenzhen 12. Urumczi 13. Wuhan 14. Zhuhai |
| China United Airlines    | 1. Pekin-Daxing 2. Foshan 3. Yulin |
| Donghai Airlines         | 1. Qingyang 2. Shenzhen 3. Yichang 4. Zhuhai |
| Fuzhou Airlines          | 1. Fuzhou 2. Kaszgar |
| GX Airlines              | 1. Fuyang 2. Jining |
| Hainan Airlines          | 1. Pekin 2. Changsha 3. Dalian 4. Guangzhou 5. Guiyang 6. Haikou 7. Hanzhong 8. Linfen 9. Nanchang 10. Sanya 11. Shenzhen 12. Shijiazhuang 13. Tongren 14. Urumczi 15. Xiamen 16. Zhuhai |
| Hebei Airlines           | 1. Pekin-Daxing 2. Shijiazhuang |
| Juneyao Airlines         | 1. Bangkok-Don Muang (od 20 listopada 2024) 2. Chizhou 3. Guiyang 4. Huizhou 5. Jinchang 6. Longnan 7. Szanghaj-Hongqiao 8. Szanghaj-Pudong 9. Wientian (od 19 listopada 2024) 10. Zhangye |
| Loong Air                | 1. Enshi 2. Guangzhou 3. Hangzhou 4. Jingzhou 5. Lianyungang 6. Lüliang 7. Ningbo 8. Qingyang 9. Wenzhou 10. Xiangyang 11. Zhangye |
| Lucky Air                | 1. Kunming |
| Okay Airways             | 1. Nanning 2. Sanya |
| Qingdao Airlines         | 1. Baotou 2. Changsha 3. Haikou 4. Hotan 5. Kaszgar 6. Longnan 7. Qingdao 8. Quzhou 9. Urumczi 10. Xuzhou |
| Ruili Airlines           | 1. Kunming 2. Lijiang 3. Xishuangbanna |
| Shandong Airlines        | 1. Datong 2. Jinan 3. Qingdao 4. Urumczi 5. Xiamen 6. Zhengzhou |
| Shanghai Airlines        | 1. Changchun (od 27 września 2024) 2. Kunming (od 27 września 2024) 3. Szanghaj-Hongqiao 4. Szanghaj-Pudong 5. Urumczi 6. Zhengzhou |
| Shenzhen Airlines        | 1. Hefei 2. Nankin 3. Quanzhou 4. Shenzhen 5. Wuxi 6. Zhengzhou 7. Zunyi |
| Sichuan Airlines         | 1. Chengdu-Shuangliu 2. Chengdu-Tianfu 3. Chongqing 4. Dunhuang 5. Guiyang 6. Hangzhou 7. Harbin 8. Jiayuguan 9. Jinan 10. Kunming 11. Sanya 12. Taiyuan 13. Tiencin 14. Urumczi |
| Spring Airlines          | 1. Aksu 2. Altay 3. Ankang 4. Bangkok-Suvarnabhumi 5. Beihai 6. Changchun 7. Changsha 8. Changzhou 9. Chengdu-Tianfu 10. Dalian 11. Dunhuang 12. Fuzhou 13. Guangzhou 14. Guilin 15. Hangzhou 16. Hefei 17. Huai’an 18. Jieyang 19. Jinan 20. Kaszgar 21. Korla 22. Luoyang 23. Nanchang 24. Nanyang 25. Ningbo 26. Szanghaj-Hongqiao 27. Szanghaj-Pudong 28. Shaoyang 29. Shenyang 30. Shenzhen 31. Shihezi 32. Shijiazhuang 33. Tiencin 34. Urumczi 35. Xiamen 36. Yangzhou 37. Zunyi |
| Tianjin Airlines         | 1. Qingyang 2. Tiencin |
| Tibet Airlines           | 1. Lhasa 2. Shijiazhuang |
| Urumqi Air               | 1. Changsha 2. Hongkong 3. Hotan 4. Luzhou 5. Quanzhou 6. Urumczi 7. Zhanjiang 8. Zhengzhou |
| West Air                 | 1. Hefei |
| Xiamen Air               | 1. Chongqing 2. Dalian 3. Fuzhou 4. Hangzhou 5. Nankin 6. Wanzhou 7. Wuhan 8. Xiamen 9. Zhengzhou |